# Кампињи (Калвадос)
Кампињи (фр. Campigny) насеље је и општина у северној Француској у региону Доња Нормандија, у департману Калвадос која припада префектури Баје.
По подацима из 2011. године у општини је живело 188 становника, а густина насељености је износила 33,51 становника/km². Општина се простире на површини од 5,61 km². Налази се на средњој надморској висини од 100 метара (максималној 77 m, а минималној 38 m).

## Демографија
| 1962. | 1968. | 1975. | 1982. | 1990. | 1999. | 2011. |
| ----- | ----- | ----- | ----- | ----- | ----- | ----- |
| 167   | 173   | 152   | 123   | 151   | 155   | 188   |

График промене броја становника у току последњих година